# Анзи
Анзи (фр. Hennezis) насеље је и општина у северној Француској у региону Горња Нормандија, у департману Ер која припада префектури Andelys.
По подацима из 2011. године у општини је живело 756 становника, а густина насељености је износила 48,37 становника/km². Општина се простире на површини од 15,63 km². Налази се на средњој надморској висини од 142 метара (максималној 160 m, а минималној 44 m).

## Демографија
| 1962. | 1968. | 1975. | 1982. | 1990. | 1999. | 2011. |
| ----- | ----- | ----- | ----- | ----- | ----- | ----- |
| 380   | 389   | 378   | 539   | 769   | 750   | 756   |

График промене броја становника у току последњих година